# Special Olympics Niederlande

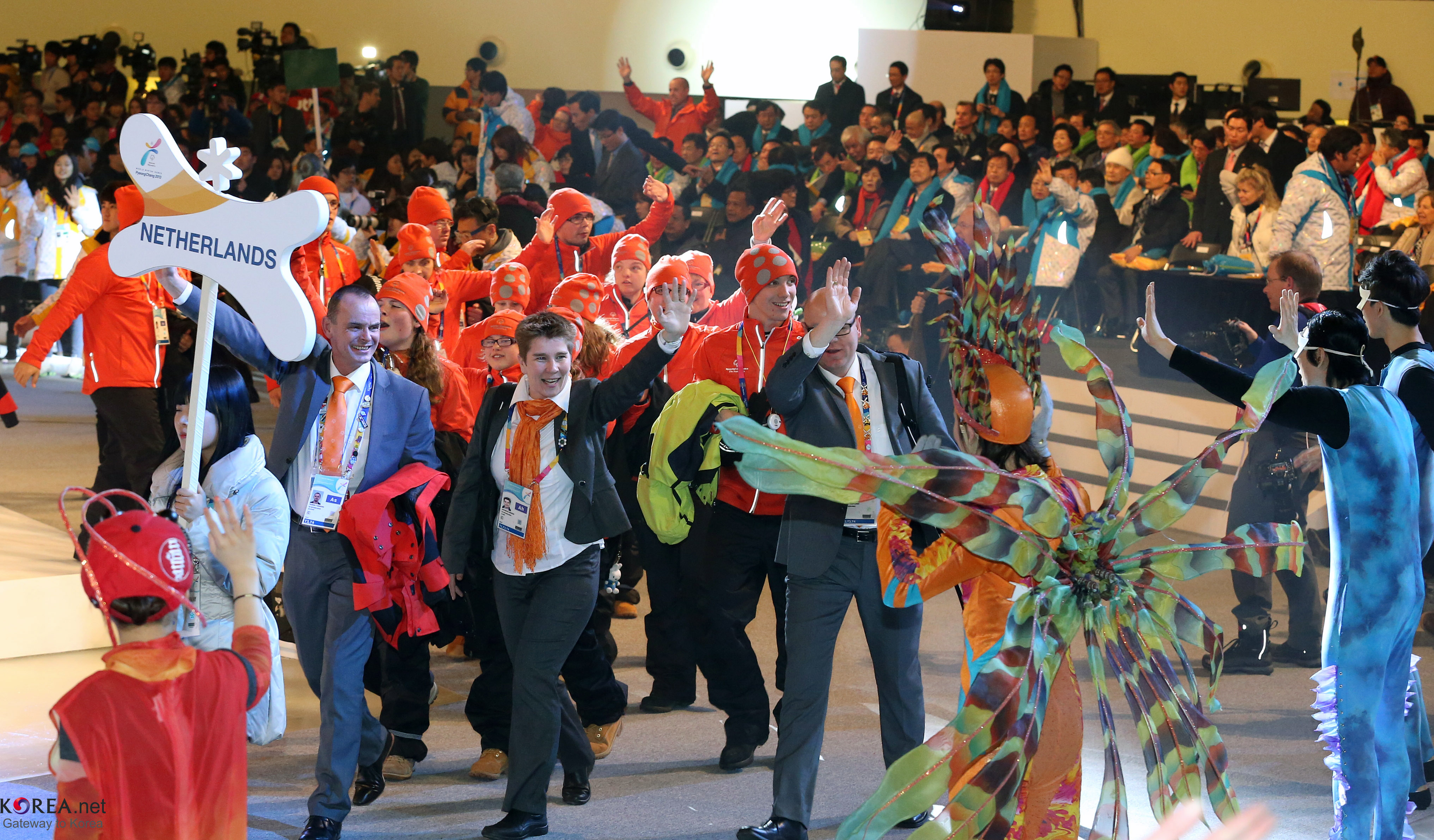
Die niederländische Delegation bei den Special Olympics World Winter Games 2013

Special Olympics Niederlande ist der niederländische Bundesverband von Special Olympics International. Er wurde 1993 gegründet. Die Sportorganisation setzt sich für Sport für Menschen mit geistiger Beeinträchtigung ein. Sie organisiert die nationalen Spiele der Special Olympics und betreut bei den Special Olympics Weltspielen die niederländischen Athleten.

## Geschichte
Der Bundesverband mit Sitz in Utrecht wurde 1993 gegründet.
Mitte der 1990er Jahre erforschten die Dutch sports association for people with intellectual disability (NSG) und Special Olympics Niederlande in einer landesweiten Studie das Sportverhalten von Menschen mit geistiger Beeinträchtigung (vgl. DUIJF 1997). Damit wurde eine wesentliche Datenbasis für die Teilhabe dieser Personengruppe am Sport geschaffen. Der Prozentsatz von Athleten mit geistiger Beeinträchtigung im organisierten Sport lag in den Niederlanden bei 15 % und damit viel niedriger als bei den nicht beeinträchtigten Menschen. Aufgrund dieser Ausgangslage wurden Motive für das Treiben von Sport bei Menschen mit geistiger Beeinträchtigung ebenso erfragt wie die Schwierigkeiten und Hindernisse. Zu 70 % motivierten Eltern oder Betreuer/Assistenten die Sportler. Geistig beeinträchtigte Menschen über 40 Jahre wurden wesentlich weniger ermutigt als jüngere. Unterstützte Inklusion ist daher ein wichtiger Erfolgsfaktor für die Teilhabe am Sport. Als äußere Hindernisse wurden der Mangel an Sportmöglichkeiten in der Umgebung, die Finanzen, die Transportprobleme und insbesondere der Mangel an Informationen genannt, wobei für Bewohner kleinerer Städte viel größere Hindernisse bestanden. Als individuumsbezogene Hindernisse wurden genannt: andere Interessen, Ängstlichkeit, physische Probleme, vermeintlich hohes Alter und der Ausschluss vom Sport aufgrund der geistigen Beeinträchtigung nach Meinung der Eltern und Assistenten. Von Eltern und Assistenten wurde das Desinteresse von geistig beeinträchtigten Menschen am Sport, das eine negative Einstellung dazu erzeuge, als wesentliches Hindernis genannt.
2019 waren bei Special Olympics Niederlande 27.357 Athleten und Unified-Partner und 3.542 Trainer registriert. Es werden 26 Sportarten angeboten: Ski Alpin, Wassersport, Leichtathletik, Badminton, Basketball, Boule, Bowling, Skilanglauf, Radfahren, Reiten, Fußball, Golf, artistische Gymnastik, Handball, Hockey, Judo, Freiwasserschwimmen, Roller Skating, Segeln, Kurzstreckenlauf, Tanzen, Tischtennis, Tennis, Volleyball, Snowboarding und MATP, das Trainingsprogramm für das wettbewerbsfreie Angebot bei Sportveranstaltungen.

## Aktivitäten

### Nationale Spiele
| Jahr | Ort                     |
| ---- | ----------------------- |
| 2008 | Amsterdam               |
| 2010 | Limburg                 |
| 2012 | ’s-Hertogenbosch        |
| 2014 | Heerenveen in Friesland |
| 2016 | Nijmegen, Gelderland    |
| 2018 | Achterhoek              |
| 2022 | Twente                  |
| 2024 | Breda in Nordbrabant    |

### Teilnahme an Weltspielen
• 2007 Special Olympics World Summer Games, Shanghai, China (62 Athleten)
• 2009 Special Olympics World Winter Games, Boise, USA (24 Athleten)
• 2011 Special Olympics World Summer Games, Athen (86 Athleten)
• 2013 Special Olympics World Winter Games, PyeongChang, Südkorea (21 Athleten)
• 2015 Special Olympics World Summer Games, Los Angeles, USA (64 Athleten)
• 2017 Special Olympics World Winter Games, Graz-Schladming-Ramsau, Österreich (25 Athleten)
• 2019 Special Olympics, World Summer Games, Abu Dhabi (65 Athleten und Partner)
• 2025 Special Olympics, World Winter Games, Turin (21 Athleten und Partner)

### Teilnahme an den Special Olympics World Summer Games 2023 in Berlin
Special Olympics Italien beteiligte sich an den Special Olympics World Summer Games 2023. Die Delegation wurde vor den Spielen im Rahmen des Host Town Program von Münster betreut. Sie bestand aus rund 50 Athletinnen und Athleten, Trainern und Betreuern. Das Team gewann bei diesen Weltspielen 17 Gold-, 14 Silber- und 28 Bronzemedaillen.

## Erfolgreiche Athletinnen und Athleten (Auswahl)
- Lize Weerdenburg (Eisschnelllauf, Skifahren, Leichtathletik)